# Сухая Кобельша

Сухая Кобельша — река в России, протекает в Чаплыгинском районе Липецкой области. Правый приток Рановы.

## География
Река Сухая Кобельша берёт начало у села Набережное. Течёт на восток, у села Конюшки поворачивает на север. Устье реки находится в 122 км по правому берегу реки Рановы. Длина реки составляет 28 км. 

## Данные водного реестра
По данным государственного водного реестра России относится к Окскому бассейновому округу, водохозяйственный участок реки — Проня от истока и до устья, речной подбассейн реки — Бассейны притоков Оки до впадения Мокши. Речной бассейн реки — Ока.
По данным геоинформационной системы водохозяйственного районирования территории РФ, подготовленной Федеральным агентством водных ресурсов:
- Код водного объекта в государственном водном реестре — 09010102112110000025493
- Код по гидрологической изученности (ГИ) — 110002549
- Код бассейна — 09.01.01.021
- Номер тома по ГИ — 10
- Выпуск по ГИ — 0